# Cedric Mullins
Cedric Mullins (Greensboro, Carolina del Norte, 1 de octubre de 1994) es un jugador profesional estadounidense de béisbol que se desempeña en la posición de jardinero central en Baltimore Orioles, equipo de las Grandes Ligas de Béisbol (MLB).

## Carrera
Fue seleccionado en la 13.ª ronda en el Draft de la MLB de 2015. En 2018 hizo su debut profesional con el equipo Baltimore Orioles, donde lleva jugando siete temporadas.